# Bentische zone

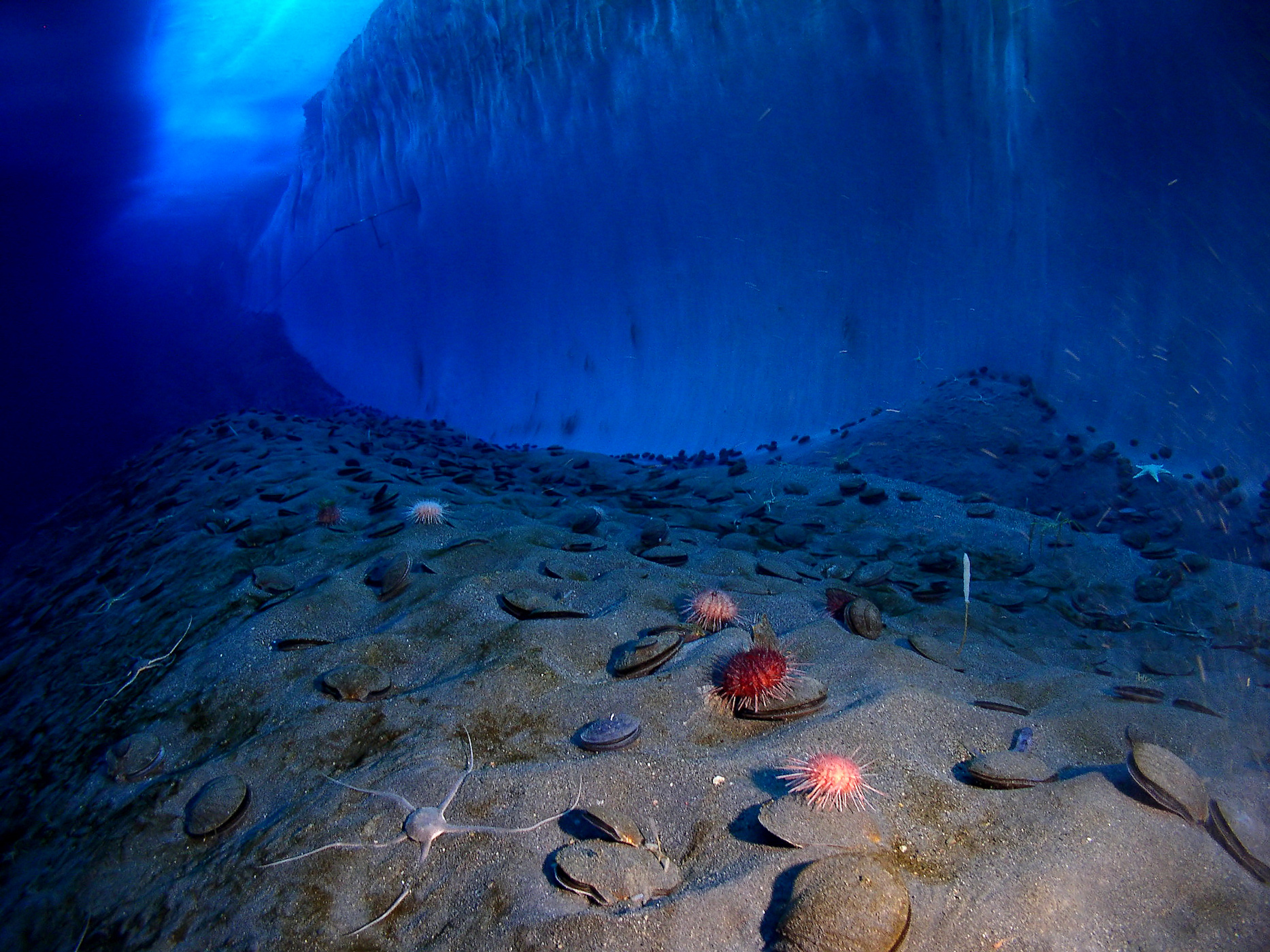
Ongewervelde dieren op de bodem van de McMurdo Sound, Antarctica, naast een muur van ijs.

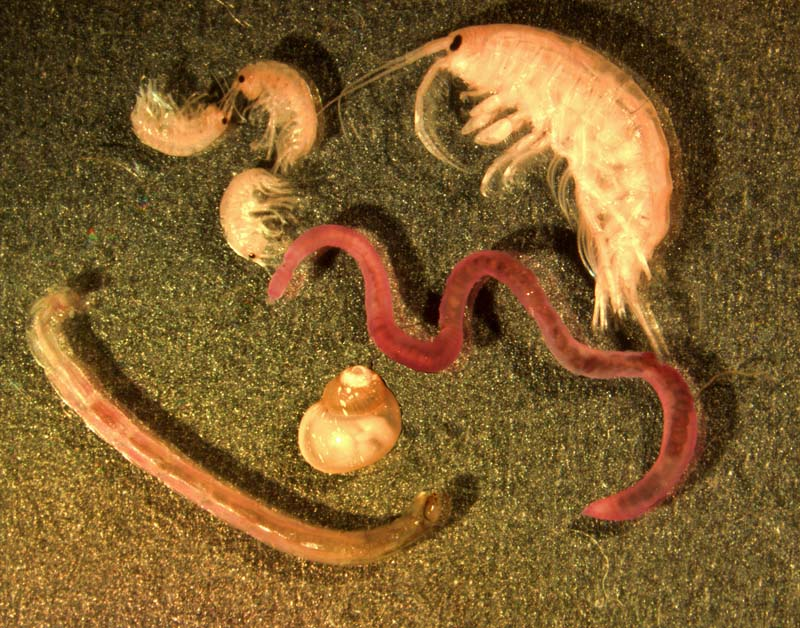
Typische bentische dieren.

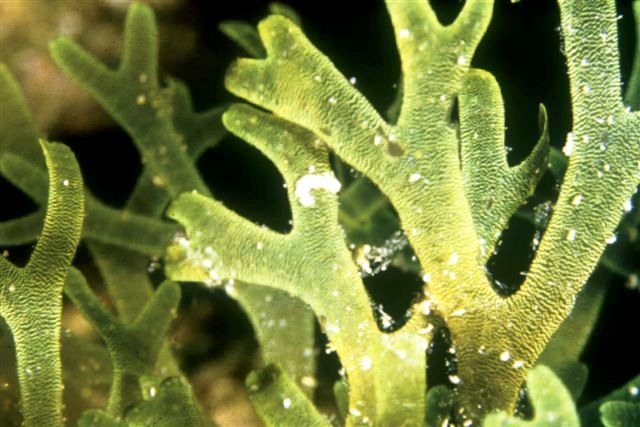
Een op harde bodem levende bruinwier.

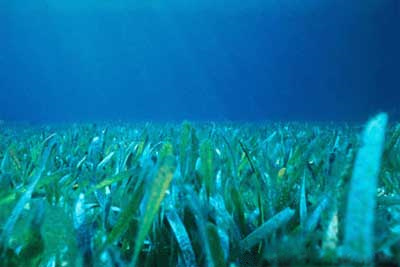
Bedden van op zachte bodem levend zeegras in Florida, VS.

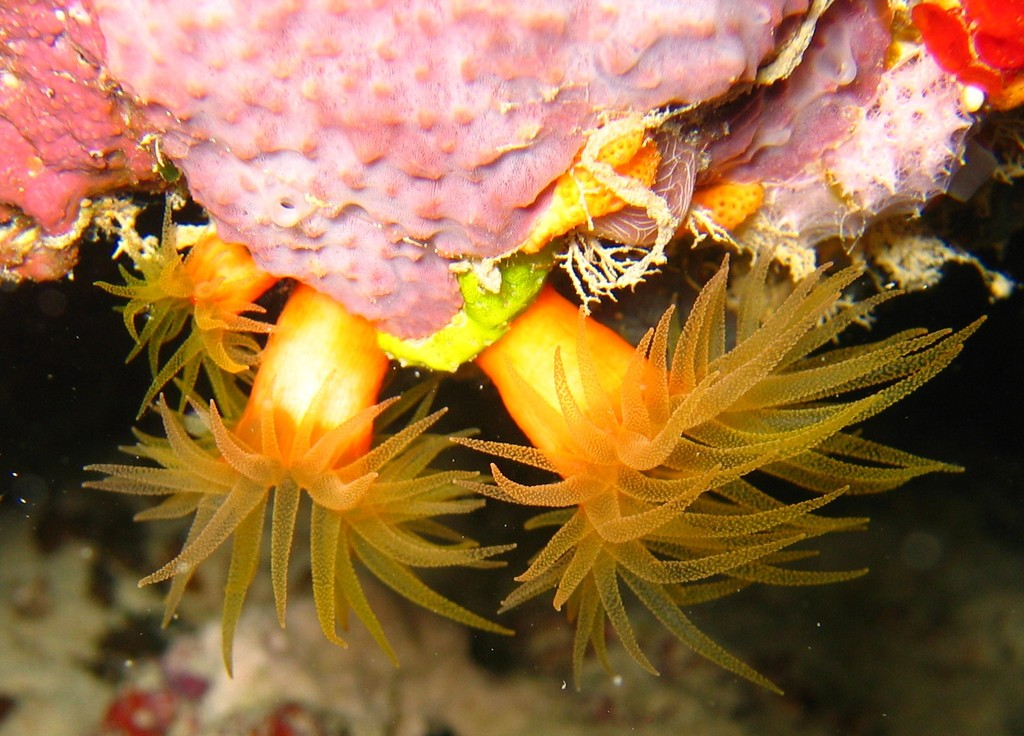
Koraalpoliepen zijn dieren die vastzitten op de bodem.

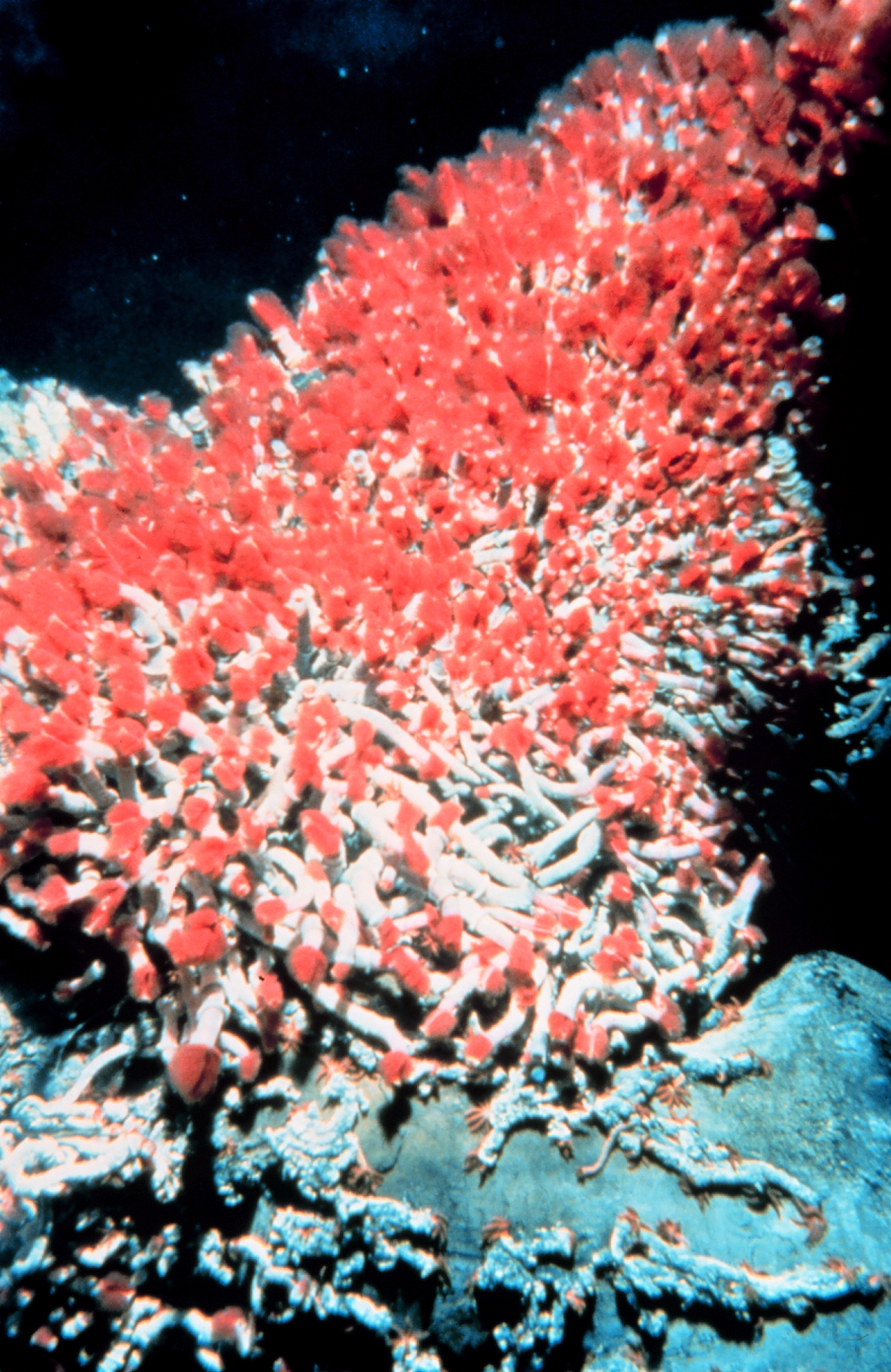
Reuzekokerwormen op de diepzeebodem rond een black smoker.

De bentische zone of het bentaal is de biotoop in het onderste deel van een waterlichaam zoals een zee of meer. De bentische zone omvat zowel de laag boven de zeebodem als de laag net onder de bodem, tot en met de diepte waarop levende wezens voorkomen. Bentisch is afgeleid van het Griekse benthos (βένθος), dat diepte van de zee betekent. Benthos is de benaming voor al het leven wat daar op en in de zeebodem voorkomt.

## Beschrijving
De bentische zone is te vinden in alle open waterlichamen, variërend van zoetwater zoals meren, waterpoelen, beken en rivieren via brak water tot zout water als zeeën en oceanen. De bentische zone ligt onder de pelagische zone, en strekt zich uit tot de diepste delen van het waterlichaam. De zee boven het continentaal plat (de randzee van een continent) heeft een diepte tot ongeveer 200 meter. Vanaf het continentaal plat daalt de zeebodem via de continentale helling steil tot de bodem van de oceaan, de abyssale vlakte, die zo'n vier tot zes kilometer onder het wateroppervlak ligt. In de oceaanbodem bevinden zich troggen, langgerekte slenken die tot een diepte van tien kilometer onder het wateroppervlak reiken.
De bentische zone wordt verdeeld in:
- Het littoraal, de door de zon verwarmde zone langs de rand van een zee of meer.
- Het profundaal, de donkerdere, koudere, dieper gelegen zone.

Diepe waterlichamen worden ook wel verder onderverdeeld naar diepte. Deze pelagische zones verdelen de biotoop tussen het wateroppervlak en de benthische zone in horizontale lagen.
De bodem vormt een belangrijk onderdeel van de benthische zone omdat veel bentische organismen aan de bodem vastzitten of in de bodem leven.

## Omgevingsfactoren voor leven in de zone
Factoren die het leven in de benthische zone beïnvloeden zijn:
- Bodemsoort. Zeebodems kunnen worden verdeeld in zachte bodems als zand of modder en harde bodems als gesteente en koraal.
- Chemische samenstelling van het water, waaronder de hoeveelheid zout en zuurstof. Ook de zuurgraad van water hangt samen met de chemische samenstelling.
- Stroming. Stilstaand water maakt andere vormen van leven mogelijk dan water waar een sterke stroming staat.
- Temperatuur van het water
- Waterdiepte. Hiermee hangen samen:
  - Waterdruk. Bij een meertje of beek van enkele centimeters diep is de waterdruk heel anders dan in de oceaan waar het gewicht van kilometers water op de zeebodem drukt.
  - Hoeveelheid zonlicht dat doordringt tot de bodem.

## Organismen
De in de bentische zone levende organismen worden benthos genoemd. Deze organismen leven vlak boven, op en/of in de bodem. Veel organismen zijn vast verbonden met de bodem of gebruiken de bodem als schuilplaats. Behalve de organismen die in de zone leven, kent de zone ook bezoekers die er voedsel zoeken of er schuilen.

## Diepzeeonderzoek
De diepere bentische zones zijn door de hoge waterdruk zeer ontoegangelijk voor de mens. In de diepzee kan de mens alleen afdalen met een speciale duikboot, een bathyscaaf. Het meeste diepzeeonderzoek is dan ook gedaan met kleine, op afstand bestuurbare duikboten. Uit het onderzoek blijkt dat deze duistere, geïsoleerde wereld niet levenloos is, maar dat ook de diepzeebodem allerlei levensvormen herbergt en zelfs reuzenvarianten van dieren die in ondieper water leven. Een voorbeeld hiervan is het leven rond black smokers.

## Impact van de mens
In de Bentische zone levende organismen zijn voor de mens uitermate interessant voor de voedselvoorziening. Vissen, met name platvissen, worden al sinds mensenheugenis gevangen en weekdieren worden al even lang verzameld.
Maar in de laatste jaren is er meer tegenstand gekomen tegen deze activiteiten, met name door de schaalvergroting en de toenemende schade die daarbij door de visserij veroorzaakt wordt. De bentische habitat wordt sterk verstoord door bodemverstorende vismethodes.
Daarnaast ontstaat er een nieuwe bedreiging, met name voor de benthos in de diepzee, wanneer diepzeemijnbouw toegestaan wordt. Verstoring van de bodem in de diepzee heeft een zeer langdurige invloed, herstel van de bodem gaat uitermate traag. Na 40 jaar blijkt het herstel minimaal.